# Cacciatori di draghi
Cacciatori di draghi (Chasseurs de dragons) è una serie televisiva d'animazione prodotta da Futurikon e France 3 nel 2004; è composta da due stagioni di 26 episodi, per un totale di 52 puntate. In Italia è stata trasmessa per la prima volta su Rai Tre dal 30 maggio 2005.

## Generalità
La serie è costruita in animazione tradizionale (2D) e il disegno dei personaggi si affida ad uno stile caricaturale; la sigla impiegata nelle trasmissioni in Italia è quella originale, la canzone The Dragon Hunters Song, cantata dai The Cure. Gli episodi sono in massima parte autoconclusivi.
La serie è ambientata in un futuro arretrato di ambientazione medievale, pieno di creature fantastiche, dove i paesi stanziano su delle isole galleggianti, connesse da traballanti ponteggi. I draghi a cui allude il titolo non sono in realtà i classici draghi, ma rettili di ogni foggia e dimensione e dagli stravaganti poteri.

## Trama
La storia narra di Gwizdo e Lian-Chu, due amici cacciatori di draghi per mestiere. Gwizdo è il capo del gruppo, colui che si occupa della parte burocratica, scrivendo contratti, occupandosi della pubblicità ed accettando gli incarichi, essendo l'unico a saper leggere. Lian-Chu invece è il maestro d'armi, colui a cui tocca il pericoloso compito di abbattere i draghi che attaccano i villaggi. Insieme a loro c'è sempre il fedele Hector, un draghetto blu addomesticato, a cui spetta il compito di tuttofare.
Tutti e tre soggiornano nell'albergo di madama Jeanneline, una locandiera dal carattere forte come la sua stazza, che vive insieme alla figlia minore Zaza. Purtroppo il trio di cacciatori sbarca con fatica il lunario, quindi si ritrovano quasi sempre ad essere ospiti morosi e di conseguenza sgridati dalla padrona, in particolar modo Gwizdo.

## Personaggi principali
- Gwizdo, piccolo di statura e con la fissazione per denaro e contratti, è l'unico tra i protagonisti ad essere istruito. Si dimostra sempre un formidabile oratore (racconta storie ai clienti della locanda, la maggior parte di esse inventate da lui stesso), ma è anche un pauroso e venale racconta frottole. Riesce a terminare i lavori soltanto grazie al valore di Lian-Chu, con cui ha condiviso l'infanzia in orfanotrofio e verso cui è fraternamente legato. Nonostante perda molte occasioni per fare o dire la cosa giusta, e talvolta non si distingua molto da un vero furfante, dimostrerà di possedere un cuore buono. È più apprezzato di quanto non sembri. È doppiato in francese da Ludovic Pinette e in italiano da Corrado Conforti (ep. 1-26) e Simone Crisari (ep. 27-52).
- Lian-Chu, alto, muscoloso e di indole buona, è il braccio armato del gruppo, ma nei ritagli di tempo dà sfogo alla sua passione per il lavoro a maglia, a suo dire utile per la concentrazione. Nonostante la sua ingenuità possiede un ottimo spirito di osservazione derivato dall'abilità nella caccia, quindi non è raro per lui intuire qualcosa di nefasto molto prima del suo più astuto compagno. Ha un rapporto particolarmente stretto con la piccola Zaza e con Gwizdo, ma verso quest'ultimo ha una maggiore dipendenza. Nonostante questo, Lian-Chu sa dimostrarsi a volte molto fermo nelle sue decisioni ed anzi più di una volta farà per Gwizdo le veci di voce della coscienza. Saltuariamente, per esprimere il suo punto di vista usa improvvisare degli orecchiabili proverbi. È doppiato in francese da Alexis Victor (ep. 1-26) e Thierry Desroses (ep. 27-52) e in italiano da Mauro Gravina.
- Hector, piccolo assistente del gruppo, è un drago addomesticato che normalmente si occupa di portare i bagagli, porgere le armi e fornire energia motrice al San Giorgio, la loro macchina volante. Spesso Gwizdo lo critica e gli assegna compiti ingrati, tra cui quello di fare da esca, momenti in cui il draghetto immancabilmente esprime tutto il suo disappunto, in una serie di buffi versi solo parzialmente riconoscibili, ma che i suoi due compagni di avventure sembrano comprendere. È doppiato in italiano da Patrizia Salerno.
- Zaza, ragazzina di 10 anni figlia di Jeanneline. Possiede un carattere vivace e sogna di diventare da grande un'abile cacciatrice di draghi come Lian-Chu e sua sorella maggiore Zoria. Non potendo ricevere vere lezioni dal gigantesco guerriero a causa della disapprovazione materna, gioca frequentemente con il grosso suino Leopold. Ha con Lian-Chu una confidenza paterna, mentre con Gwizdo ha un rapporto più pungente e sarcastico, ma in generale è molto affezionata a tutto il trio. È doppiata in francese da Audrey Pic (ep. 1-26) e Catherine Desplaces (ep. 27-52) e in italiano da Letizia Ciampa.
- Jeanneline, autoritaria e forte proprietaria del "Drago che ronfa", nonostante spesso e volentieri voglia strozzarlo, ha una forte infatuazione per Gwizdo, che unita all'affetto per lo scalcinato gruppo di cacciatori, la aiuta a sopportare parzialmente i debiti e i danni che a volte provocano al suo albergo. Sposatasi per tre volte, vive con la figlioletta minore Zaza, per cui spera una vita da locandiera con tanti figli al seguito, ma soprattutto una vita diversa da quella della figlia maggiore, divenuta cacciatrice di draghi. Quando si arrabbia riesce sempre ad incutere un certo rispetto. È doppiata in francese da Murielle Naigeon e in italiano da Antonella Giannini.
- Zoria/Zoe, primogenita di Jeanneline e sorella maggiore di Zaza, è stata addestrata in passato da Lian-Chu nell'arte del combattimento, ed è divenuta una guerriera molto abile. Considera Lian-Chu a tutti gli effetti come il suo maestro, e prova per lui un profondo rispetto. Vive staccata dagli amici e dai familiari, vagando per le isole a cavallo (in un episodio della 2ª serie appare in groppa ad un drago) in cerca di incarichi.

## Ambientazione
La storia si svolge in un mondo composto di isole volanti, abitate da varie specie di draghi. La moneta di tutti gli arcipelaghi è la Ghinea, anche se in un episodio è mostrato un popolo (simile agli antichi Cinesi) che usavano il riso come moneta. In un episodio viene mostrato un arcipelago con 3 isole che si illuminavano come un sole e anche un mare galleggiante noto come la Grande Pozzanghera.
Nell'ultimo episodio trasmesso da Canal J (che però nella lista ufficiale è il ventitreesimo della seconda stagione) si scopre l'origine del loro mondo: fu opera di un drago rosso universale, il quale rapì Gwizdo e gli raccontò la sua storia, mentre lui prendeva nota. Praticamente egli, assieme alla madre e a due fratelli, creò il primo sole sputando fuoco giorno dopo giorno nello stesso punto.
La madre proibì ai suoi figli di avvicinarsi al Vortice Nero (una sorta di buco nero), che si trovava poco distante. Un giorno il Drago Rosso volle andare a vedere il Vortice Nero ma imprudentemente si avvicinò troppo, tanto che esso cominciò a risucchiarlo al suo interno. Il Drago Rosso però con un possente battito d'ali riuscì ad uscirne e dallo slancio colpì il sole che andò in pezzi creando le varie isole. La madre, arrabbiata per la sua disobbedienza lo condannò a restare finché non avrebbe accumulato un tesoro e la saggezza; la madre i fratelli quindi andarono in altre parti dell'universo a creare altri soli mentre il Drago Rosso se ne creò uno per scaldarsi nel suo esilio forzato. Dopo alcuni secoli apparvero gli uomini (il Drago Rosso li chiama vermiciattoli) ai quali il Drago Rosso insegnò a parlare, ma un brutto giorno essi lo ripudiarono e lui per vendicarsi cominciò a mangiare principesse, al ritmo di una per secolo.

## Episodi

### Prima stagione
| n° | Titolo italiano                | Titolo originale                                            |
| -- | ------------------------------ | ----------------------------------------------------------- |
| 1  | Vita da drago                  | Une vie de dragon                                           |
| 2  | L'isola della nebbia           | L'ile au brumes                                             |
| 3  | Per un pugno di verdure        | Pour une poignée de légumes                                 |
| 4  | Il drago per la coda           | Le dragon par la queue                                      |
| 5  | Billy il tenace                | Billy le teigneux                                           |
| 6  | Casa dolce casa                | On ne devrait jamais quitter l'auberge du dragon qui ronfle |
| 7  | Lo strano gusto del Cocomak    | Le gout étrange de Cocomak                                  |
| 8  | Lacrime di Petrovil            | Lacrime di Petroville                                       |
| 9  | Lo chiamavano drago            | Son nom est dragon                                          |
| 10 | Cercasi Zoria                  | La recherche de Zoria                                       |
| 11 | L'isola del mais               | La petite baston dans la prairie                            |
| 12 | Il drago delle nevi            | Dragon des hautes neiges                                    |
| 13 | Il ritorno di Roger            | Le retour de Roger                                          |
| 14 | Ospiti indesiderati            | Des invités indésirables                                    |
| 15 | Un colpo da maestro            | La botte de Kiwajel                                         |
| 16 | L'antidoto del Mimikar         | La glande du Mimikar                                        |
| 17 | Cacciatori di taglie           | La prime de Zimbrenelle                                     |
| 18 | La fattoria degli orfani       | La ferme aux orphelins                                      |
| 19 | Un gioco da ragazzi            | Un jeu d'enfant                                             |
| 20 | Lo scacciacoliche              | La pétochasse                                               |
| 21 | La sindrome della salamandra   | Plus toute sa tête                                          |
| 22 | Gwizdo innamorato              | Il est amoureux-eux!                                        |
| 23 | Licenza di caccia              | Retrait de permis                                           |
| 24 | Il principe azzurro            | Le prince charmant                                          |
| 25 | Una famiglia d'oro             | Une Famille en or                                           |
| 26 | La congiunzione delle tre lune | La conjonction des trois lunes                              |

### Seconda stagione
| n° | Titolo italiano               | Titolo originale                 |
| -- | ----------------------------- | -------------------------------- |
| 1  | Il Dragontagioso              | Le Dragontagieux                 |
| 2  | I naufraghi                   | Le naufrageur                    |
| 3  | Il drago del focolare         | Le dragon dans l'âtre            |
| 4  | Pozione d'amore               | Un peu, beaucoup... à la folie ! |
| 5  | Un addio                      | Adieu Lian-Chu                   |
| 6  | L'isolotto del tesoro         | L'Îlot trésor                    |
| 7  | Aghigù                        | Aguigou                          |
| 8  | Vita al castello              | La vie de château                |
| 9  | Una medicina preziosa         | Médecine douce                   |
| 10 | La clausola Sciupinù          | La clause choupinou              |
| 11 | Vita da sogno                 | La vie rêvée                     |
| 12 | Il principe senza memoria     | Le petit dernier                 |
| 13 | L'arcipelago dei maiali       | L'île du porcher Pinaud          |
| 14 | Caccia moderna                | À la page                        |
| 15 | Il Drago Menthis              | Drago menta                      |
| 16 | Giustizia del drago           | Le convoi                        |
| 17 | La leggenda del Drago Pioggia | La légende du Dragon Pluie       |
| 18 | Piante da combattimento       | Spores de combat                 |
| 19 | Vita da città                 | La conquête de la ville          |
| 20 | Il drago fantasma             | Chasseurs de l'au-delà           |
| 21 | Il padrone del drago          | Le maître du dragon              |
| 22 | Cacciatori in città           | L'enfer de la ville              |
| 23 | Il Drago Rosso                | Le Dragon Rouge                  |
| 24 | Il torneo di Tricot           | Le grand tournoi                 |
| 25 | La giunca volante             | L'archipel s'amuse               |
| 26 | Il cimitero dei Borback       | Le cimetière des Borbacks        |

## Fumetti
L'editore Delcourt ha pubblicato undici albi a fumetti tratti dal cartone animato, disegnati e scritti da Mathieu Venant, colorati da Lorien.
- Chasseurs de dragons 1. Un dragon comme pas deux
- Chasseurs de dragons 2. Copains comme zombies
- Chasseurs de dragons 3. Le trésor de la mine perdue
- Chasseurs de dragons 4. Chasseurs de dragons
- Chasseurs de dragons 5. Le dragon par la queue
- Chasseurs de dragons 6. Dragon des hautes neiges
- Chasseurs de dragons 7. Mauvais oeil
- Chasseurs de dragons 8. Le retour de Zoria
- Chasseurs de dragons 9. Sur les traces de Lian-Chu
- Chasseurs de dragons 10. Dragon-surprise
- Chasseurs de dragons 11. Hector se rebelle

## Videogioco
Da questo cartone animato è stato tratto un videogioco per piattaforma Nintendo DS: Dragon Hunters - Cacciatori di Draghi (Dragon Hunters); il gioco è un platform dalla grafica tridimensionale. Il titolo, sviluppato da Engine Software e pubblicato da Playlogic, è stato distribuito l'11 aprile 2008 in Europa.

## Film
Nel 2008 venne pubblicato un film in 3D, ispirato alla serie animata, che serve da prequel della serie, rivelando in particolare come Gwizdo, Lian-Chu e Hector, abbiano finito per incontrare Zoria e come la loro carriera di cacciatori di draghi sia veramente iniziata.